# 玫瑰中国城駅
玫瑰中国城駅（まいかいちゅうごくじょうえき）は台湾新北市新店区双城里にある新北捷運安坑軽軌（安坑LRT）の駅。駅番号はK2。

## 歴史
計画時の仮称は「双城」だった。
- 2016年4月6日 - 着工[2]。
- 2017年12月6日 - 駅名が正式決定[3]。
- 2023年2月10日 - 開業[4][5]。

## 駅構造
島式ホーム2面2線の半高架駅:(8-9)-(8-10)。ホーム長は49メートル、ホーム幅は4メートル:(8-9)-(8-10)。出口は北側十四張方に1ヶ所:(8-9)-(8-10)。変電施設も設置されている:(8-9)-(8-10)。
| 地上 二階 | 南行き 1番線                                                               | ←安坑軽軌 双城方面（双城駅）        |
| 地上 二階 | 島式ホーム、車両左側のドアが開閉する。自動券売機、簡易改札機、エレベーター |                                     |
| 地上 二階 | 北行き 2番線                                                               | →安坑軽軌 十四張方面（台北小城駅）→ |
| 地上 一階 | 出入口                                                                     | 出入口、コンコース、エレベーター    |

## 駅周辺
- YouBike（新北市公共自転車（中国語版））軽軌玫瑰中国城駅[7]
- 私立林肯幼稚園
- 無極聖賢宮
- 玫瑰中国城
- 二叭子徳安宮

## 隣の駅
新北捷運
 安坑軽軌
双城駅 K1 - 玫瑰中国城駅 K2 - 台北小城駅 K3